# Valdreu
Valdreu é uma povoação portuguesa sede da Freguesia de Valdreu do Município de Vila Verde, com 16,69 km² de área e 434 habitantes (censo de 2021), tendo, por isso, uma densidade populacional de 26 hab./km².

## Demografia
A população registada nos censos foi:
| Distribuição da População por Grupos Etários | Distribuição da População por Grupos Etários | Distribuição da População por Grupos Etários | Distribuição da População por Grupos Etários | Distribuição da População por Grupos Etários |
| -------------------------------------------- | -------------------------------------------- | -------------------------------------------- | -------------------------------------------- | -------------------------------------------- |
| Ano                                          | 0-14 Anos                                    | 15-24 Anos                                   | 25-64 Anos                                   | > 65 Anos                                    |
| 2001                                         | 100                                          | 92                                           | 279                                          | 177                                          |
| 2011                                         | 50                                           | 56                                           | 222                                          | 188                                          |
| 2021                                         | 24                                           | 31                                           | 197                                          | 182                                          |

## Toponímia
A etimologia do nome «Valdreu» provém do étimo baixo latino Villa Baldoredi ou seja «a quinta ou herdade de Baldoredo». Fazendo referência a Baldoredo, nome duma pessoa germânica (possivelmente suevo) tendo como origem a palavra  Balths: Audaz.

## História
O antigo couto de Valdreu foi extinto pelo decreto de 6 de novembro de 1836.  Foi integrado no concelho de Pico de Regalados, extinto também em 1855 para formar o novo concelho de Vila Verde. Tinha, em 1801, 1.010 habitantes.
A freguesia está ligada à freguesia de Moimenta em Terras de Bouro pela Ponte das Pesqueiras, sobre o Rio Homem, inaugurada a 23 de Setembro de 2008.

## Personagens ilustres
- D. José António Barbosa Soares, filho de Domingos Fernandes Barbosa e Mariana de Araújo Soares, nasceu no Lugar de Lordelo em 22 de setembro de 1718, batizado na igreja de Valdreu em 2 de outubro,[10] Bispo de Viseu de 1779/1782.[11][12]

## Lendas

### A lenda de Cabaninhas
Corria o ano de 1603, véspera de Santa Luzia. À quatro horas da tarde já estava escuro como breu. A chuva caia torrencialmente há vários dias, e parecia não querer dar tréguas. O estrondoso barulho dos trovões, acompanhados pela entrada da luz dos relâmpagos nas pobres casas, fazia estremecer de medo os habitantes de Cabaninhas.
Nessa mesma noite, um mendigo bateu à porta de todas as casas desse lugar, na esperança de um bocado de pão e de um teto para se aquecer e secar os trapos que trazia colados ao corpo emagrecido. Por infelicidade, todas as portas se mantiverem fechadas com a exceção de um pobre casebre onde vivia uma viúva com os seus filhos de tenras idade.
Minutos depois do mendigo ser acolhido, a tempestade aumentou violentamente. Um forte estrondo ecoou por todo o lado. Em grande aflição, mãe e filhos prostraram-se de joelhos no chão húmido de terra da casa, a implorarem a proteção de santa Bárbara. Como resposta Divina a tempestade acalmou e não se ouvia sequer um sopro.
Movida pela curiosidade, a viúva abriu a porta e ficou aterrada com o que presenciou. Toda a aldeia tinha desaparecido, casa, árvores, animais e a grande penedia, tudo foi arrastado até ao rio Homem. Quando a mulher se voltou para o interior da casa o mendigo tinha-se sumido, como por magia.
Reza a lenda, que o mendigo era Jesus Cristo, e devido à falta de caridade dos habitantes de Cabaninhas, quis mostrar o seu desagrado.
Muito dos corpos dos habitantes encontrados nas areias do rio foram levados a enterrar na capela de S. Pedro e S. Brás que lhes ficam nas imediações. A partir desse acontecimento, o lugar de Cabaninhas ficou conhecido por Cabaninhas da Quebrada, topónimo que se mantém até aos dias de hoje.

## Património edificado/Natural
- Mosteiro de Valdreu
- Igreja de Santo António de Mixões da Serra
- Miradouro de Mixões da Serra
- Aglomerados rurais de Mixões da Serra, Bezeguimbra, Posto Maior e Carrazedelo
- Alminhas e Capela de Santa Barbara - Lugar de Cabaninhas
- Alminhas, Casa do Capitão e Capela de Santa Luzia - Lugar de Bezeguimbra
- Capela e Cruzeiro da Nossa Senhora da Luz - Lugar da Cela
- Capela e Cruzeiro da Nossa Senhora da Guia - Lugar do campo
- Capela São Sebastião
- Fonte do Cano - Lugar da Roda
- Fonte da Gata - Lugar de Gulhamil
- Vale da Ribeira da Cabra

## Lugares
A Freguesia de Valdreu tem os seguintes lugares: Bezeguimbra, Bodoval, Cabaninhas, Campo, Carrazedelo, Casal, Cela, Covelo, Costa, Gouvim, Guarda, Guilhamil, Lordelo, Mixões de Baixo, Mixões de Cima, Mosteiro, Posto Maior, Quintães, Roda, Serrinha, e Uveiras.

## Bênção dos Animais

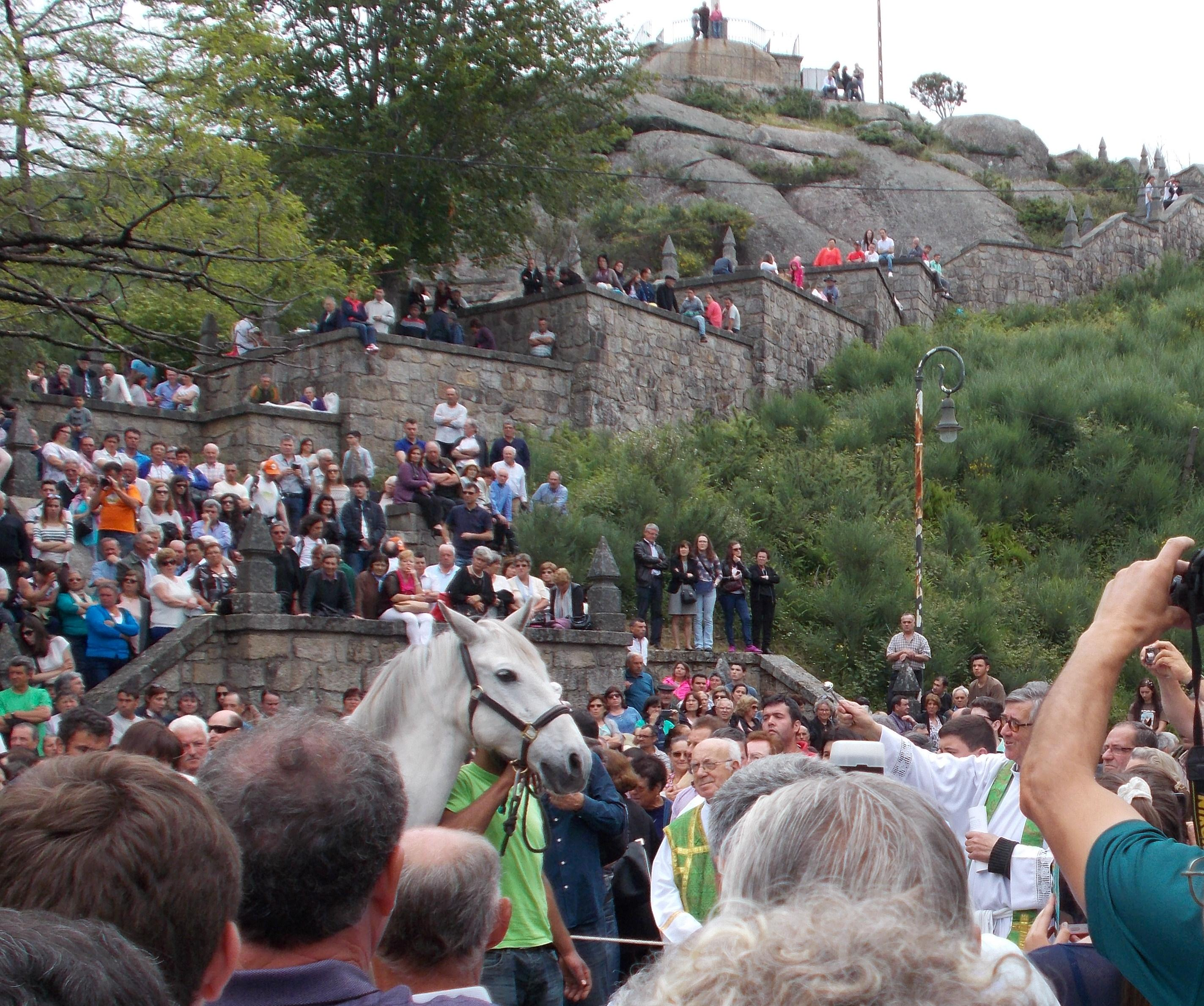
Benção dos animais em 2019

Todos os anos, no domingo anterior ao dia 13 de junho, no mosteiro de Santo António de Mixões da Serra, há missa campal com no fim a benção dos animais presentes no terreiro (cavalos, vacas, cães, gatos...). Essa tradição é secular, uma primeira capela dedicada a Santo António foi erguida em 1607, por alguns pastores em promessa, pela proteção do Santo aos seus rebanhos que escaparam as pragas e dos lobos que dizimaram a região. De 1916 até 1952, decorreram as obras da nova igreja, destruindo infelizmente a capela.  A tradição hoje, ainda é bem viva, pelo trabalho do falecido Padre António Marques (grande defensor dos animais e da natureza), que dedicou muitos livros para valorizar e divulgar essa curiosa tradição.